# Cumberland City
Cumberland City és una població dels Estats Units a l'estat de Tennessee. Segons el cens del 2000 tenia 316 habitants.

## Demografia
Segons el cens del 2000, Cumberland City tenia 316 habitants, 139 habitatges, i 89 famílies. La densitat de població era de 25,4 habitants/km².
Dels 139 habitatges en un 24,5% hi vivien nens de menys de 18 anys, en un 43,2% hi vivien parelles casades, en un 14,4% dones solteres, i en un 35,3% no eren unitats familiars. En el 29,5% dels habitatges hi vivien persones soles el 17,3% de les quals corresponia a persones de 65 anys o més que vivien soles. El nombre mitjà de persones vivint en cada habitatge era de 2,27 i el nombre mitjà de persones que vivien en cada família era de 2,8.
Per edats la població es repartia de la següent manera: un 22,5% tenia menys de 18 anys, un 10,1% entre 18 i 24, un 23,4% entre 25 i 44, un 22,5% de 45 a 60 i un 21,5% 65 anys o més.
L'edat mediana era de 40 anys. Per cada 100 dones de 18 o més anys hi havia 88,5 homes.
La renda mediana per habitatge era de 21.750 $ i la renda mediana per família de 26.250 $. Els homes tenien una renda mediana de 31.875 $ mentre que les dones 17.500 $. La renda per capita de la població era de 14.363 $. Entorn del 22,8% de les famílies i el 27,3% de la població estaven per davall del llindar de pobresa.

## Poblacions més properes
El següent diagrama mostra les poblacions més properes.